# Keizer Otto III
Otto III (Kessel, Reichswald, juni of juli, 980 -  Castel Paterno bij Faleria,  Italië, 23 of 24 januari 1002) was de vierde heerser uit het Saksische Huis van de Liudolfingen, de eerste dynastie van het Heilige Roomse Rijk. Hij werd na de dood van zijn vader, Otto II in 983 op driejarige leeftijd tot koning van Duitsland verkozen en in 996 gekroond tot Rooms-Duitse keizer.
Tijdens zijn minderjarigheid werd het rijk door de keizerinnen Theophanu en Adelheid van Bourgondië bestuurd. Hij verlegde het zwaartepunt van zijn machtsuitoefening naar Italië. Zijn bewind wordt gekenmerkt door zeer individuele beslissingen. Zo zette Otto tegen de zin van de opstandige Romeinse adel met zijn vertrouwelingen Bruno van Karinthië als paus Gregorius V en Gerbert van Aurillac als paus Sylvester II eigen kandidaten op de pauselijke troon.
Vanaf het begin van zijn regeerperiode werd Otto III geconfronteerd met oppositie van de Slaven langs de oostelijke grens van het Rijk. Na de dood van zijn vader in 983 waren de Slavische stammen in opstand gekomen tegen het Heilig Roomse Rijk. Het rijk werd gedwongen om zijn gebieden ten oosten van de Elbe op te geven.
Otto III zou gedurende zijn gehele regeerperiode vechten om de verloren gebieden voor het Rijk te herwinnen. Hij boekte hierbij echter slechts beperkt succes. Terwijl hij in het oosten was, versterkte Otto III de betrekkingen van het Rijk met Polen, Bohemen en Hongarije. Door zijn activiteiten in Oost-Europa in het jaar 1000 was Otto III in staat om de invloed van het christendom in Oost-Europa sterk uit te breiden. Grote successen waren het besluit van het congres van Gniezno dat het missiewerk van de kerk in Polen gesteund zou worden. Er werd in Polen een van het Heilige Roomse rijk onafhankelijke kerkelijke organisatie opgericht. Een ander succes was de kroning van Stefanus I als eerste christelijke koning van Hongarije.
In 1001 in Rome teruggekeerd werd Otto III met een opstand door de Romeinse aristocratie geconfronteerd, die hem dwong om de stad te ontvluchten. Terwijl hij in 1002 met zijn troepen naar de stad optrok om deze opnieuw in te nemen, werd Otto III door een plotselinge koorts getroffen. Hij stierf op 21-jarige leeftijd in Castel Paterno, een kasteel in de buurt van Civita Castellana. Zonder duidelijke erfgenaam om hem op te volgen stortte zijn vroege dood het Rijk in een politieke crisis. Zijn lichaam werd bijgezet in Aken.
Hij gold lange tijd als een 'onduitse' keizer. Op basis van onderzoek door Percy Ernst Schramm, die de Italiaanse politiek van Otto III ziet binnen het langetermijnconcept van de Renovatio imperii Romanorum (restauratie van het Romeinse Rijk) bediscussieert men in het recentere onderzoek of aan zijn bewind vergaande politieke concepten kunnen worden toegeschreven.

## Leven

### Onzeker begin
Otto III was de zoon van keizer Otto II en keizerin Theophanu. Hij had drie zusters: Adelheid, Sophia en Mathilde. Reeds op driejarige leeftijd, nog tijdens het leven van zijn vader, werd hij op een hofdag in Verona in mei 983 door de rijksgroten van Duitsland en Italië tot Duits koning gekozen.

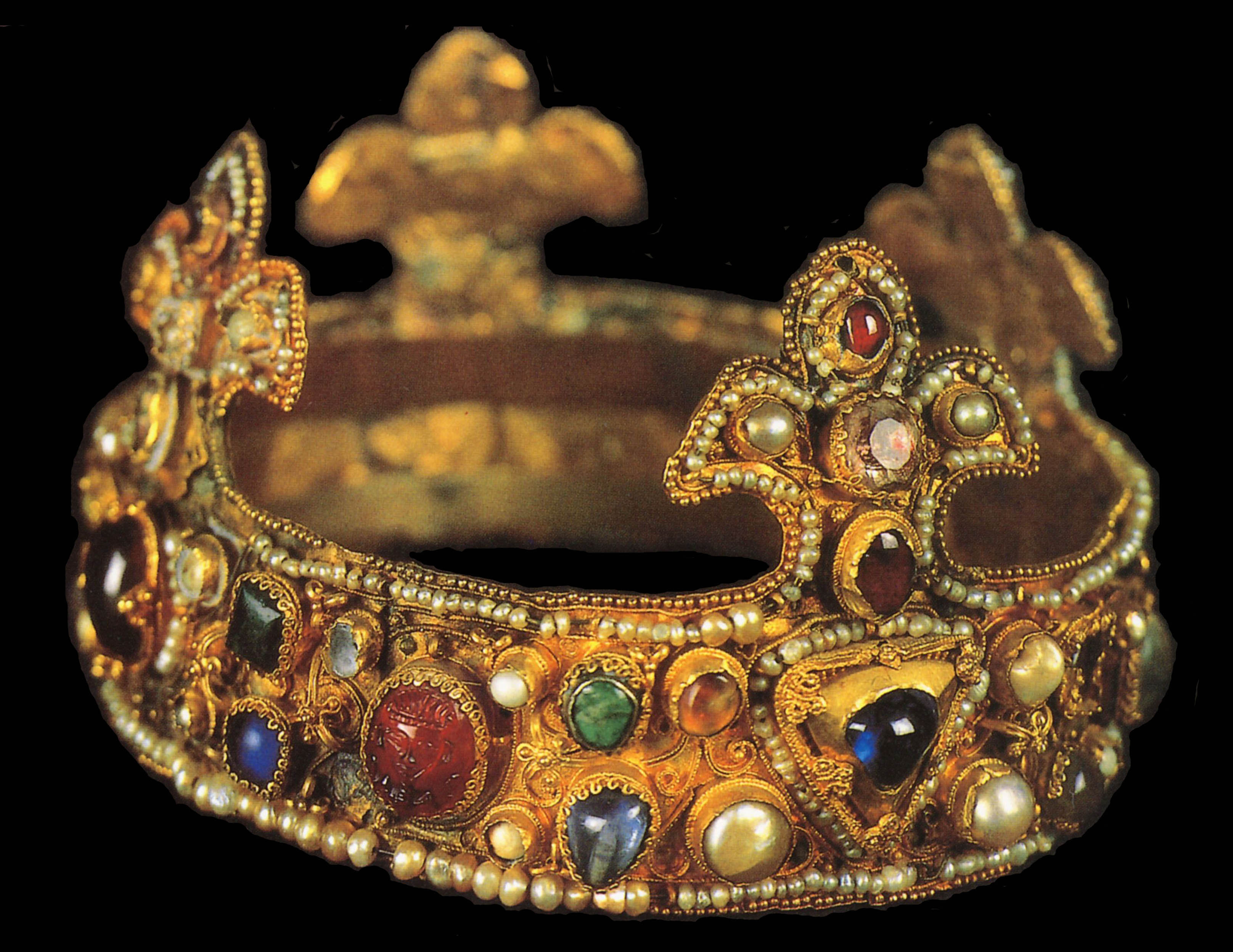
De kinderkroon, die Otto III bij zijn kroning in de dom van Aken zou hebben gedragen, maakt al vele eeuwen deel uit van de domschat van Essen.

De reden waarom juist op dat moment de troonopvolging door een driejarige koningszoon zeker moest worden gesteld, wordt niet vermeld in de bronnen. Samen met een deel van de deelnemers aan de hofdag trok de kleine Otto III over de Alpen, om in de traditionele kroningsstad van de Ottonen, in Aken de koningswijding te ontvangen. Toen hij op eerste kerstdag 983 door de aartsbisschoppen Willigis van Mainz en Johannes van Ravenna tot koning werd gekroond, was zijn vader Otto II al drie weken dood. Kort na de kroningsceremonie bereikte het nieuws van zijn dood Aken en dit maakte "een einde aan de feestvreugde".
De toestand in het Rijk was zeer onstabiel. In juli 982 werd het Duitse leger in de slag bij Kaap Colonna vernietigend verslagen. Een jaar later werd het succes van de christelijke missiepolitiek door de opstand van de Slaven ten oosten van de Elbe in een klap ongedaan gemaakt. De dood van Otto II leidde in Italië tot een groot aantal opstanden tegen de Ottoonse heerschappij. Deze precaire situatie maakte veel bisschoppen terughoudend om voor een lange regering van een driejarige te kiezen.
Tijdens zijn minderjarigheid nam zijn moeder tot haar dood in 991 het regentschap voor haar rekening. Vervolgens was zijn grootmoeder Adelheid van Italië tot bij zijn meerderjarigheid in 994 regent. Hij was toen veertien jaar.

### Strijd om de opvolging van Otto II

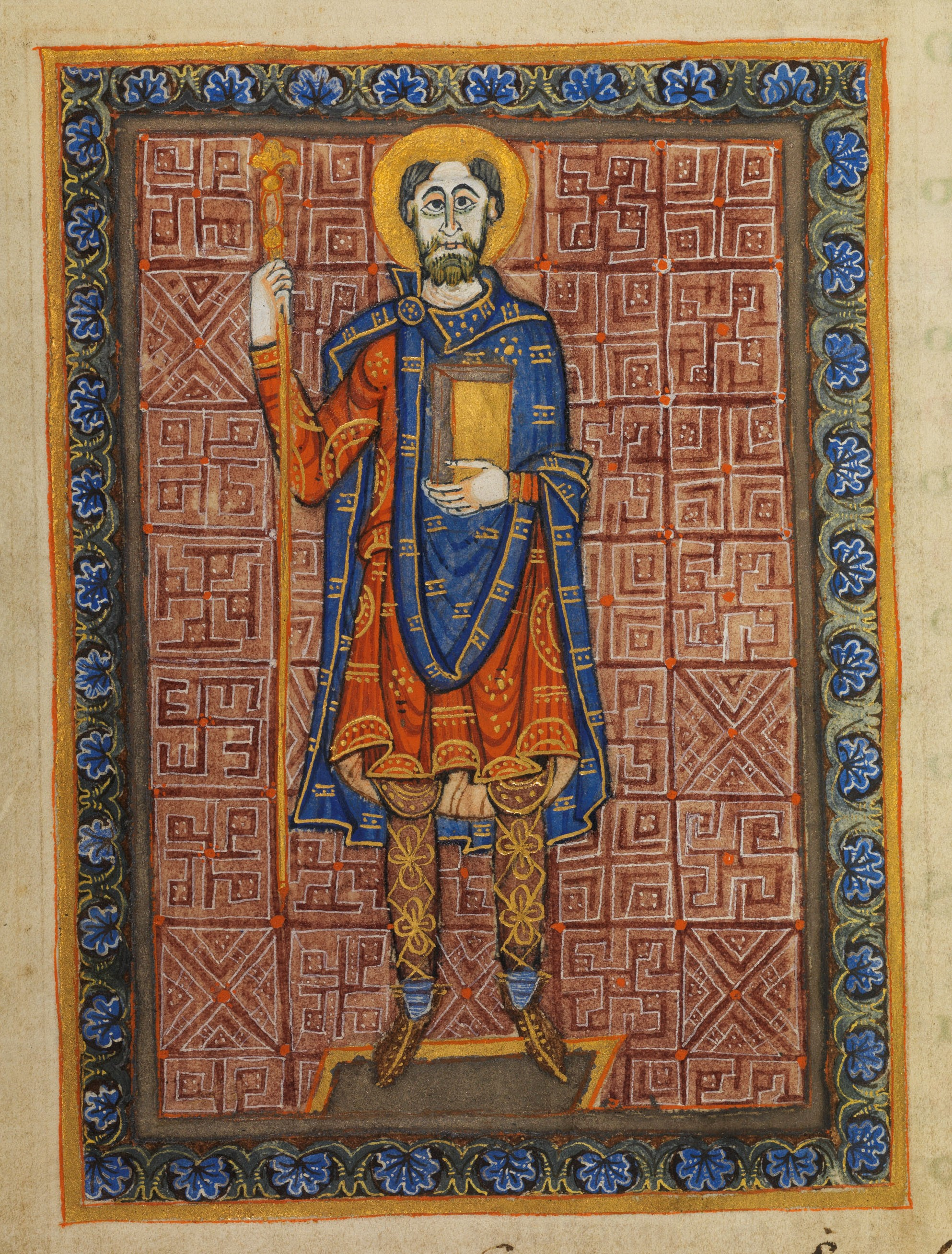
Hendrik de Ruziezoeker in Frankische dracht (miniatuur uit het regelboek van het Niedermünster (Staatsbibliotheek Bamberg, Msc.Lit.142, fol 4v) circa 985).

Als lid van de Beierse lijn was hertog Hendrik II van Beieren de naaste mannelijk verwant. De wegens gewapend conflict in Utrecht gevangen zittende Hendrik werd onmiddellijk nadat de dood van Otto II in Utrecht bekend was geworden door bisschop Folcmar van Utrecht vrijgelaten. De aartsbisschop van Keulen, Warin van Keulen, gaf hem conform het verwantschaprecht (ius propinquitatis) de net gekroonde jonge koning in bewaring. Hiertegen werd geen bezwaar gemaakt, want behalve Otto's moeder Theophanu bevonden ook zijn grootmoeder Adelheid van Bourgondië en zijn tante Mathilde zich nog in Italië. Hendrik II ("de Twistzieke" of "de Ruziezoeker" genaamd) bracht Otto III en zijn zusje Adelheid in het voorjaar van 984 onder in de burcht Ala bij Goslar. Alles wijst er op dat ze goed verzorgd werden (bij de Karolingische en Byzantijnse dynastieën was het niet ongebruikelijk dat een als rivaal beschouwd familielid in een vergelijkbare situatie werd verminkt of gedood)
De verdere activiteiten van Hendrik II van Beieren waren namelijk niet zozeer gericht op een plichtsgetrouwe invulling van het voogdijschap. In plaats daarvan probeerde hij zelf koning te worden. Hendrik II sprak al snel een bijeenkomst in Breisach af met de West-Frankische koning Lotharius, die in dezelfde graad verwant was aan de jonge Otto III als Hendrik II. Om onbekende redenen zag Hendrik echter van de geplande ontmoeting met Lotharius af. Hij vertrok onmiddellijk vanuit Keulen, waar hij de jonge Otto III in zijn macht had genomen via de Abdij van Corvey naar het hertogdom Saksen. In Saksen nodigde Hendrik alle groten van het hertogdom in Maagdenburg uit voor de viering van Palmzondag. Hier voerde hij openlijk campagne voor zijn koningschap, echter met weinig succes. Toch waren zijn aanhangers nog steeds talrijk genoeg om naar Quedlinburg te trekken om daar in aansluiting op de Ottoonse traditie, het paasfeest te vieren. Hier probeerde in hij onderhandelingen de instemming van de aanwezigen te verkrijgen om tot koning te worden verheven. Hij slaagde erin dat velen hem "hun steun toezegden door hem middels een eed als koning en heer te erkennen". Onder degenen die Hendrik ondersteunden waren Mieszko I van Polen, Boleslav II van Bohemen en de Slavische prins Mistui.
Om het koningschap van Hendrik II te voorkomen, verlieten zijn tegenstanders Quedlinburg. Op de Asselburg kwamen zij in een zweerverbond (coniuratio) bijeen. Toen Hendrik II hiervan op de hoogte werd gesteld, trok hij met militaire eenheden van Quedlinburg naar Werla, in de buurt van zijn tegenstanders, om hen ofwel uiteen te drijven ofwel een regeling met hen te treffen. Ook stuurde hij bisschop Folcmar van Utrecht naar hen toe om middels onderhandelingen tot een oplossing van het probleem te komen. In deze onderhandelingen werd duidelijk dat de tegenstanders van Hendrik II niet bereid waren om "af te zien van hun gezworen trouw aan hun koning." Hendrik kreeg slechts een garantie voor toekomstige vredesonderhandelingen in Seesen. Daarop vertrok Hendrik II plotseling naar Beieren; daar werd hij door alle bisschoppen en een aantal graven erkend. Na zijn mislukkingen in Saksen en successen in Beieren hing nu alles af van de beslissing van de Frankische groten. Dezen bleken echter onder geen enkele omstandigheid afstand te nemen van en troonopvolging door Otto III. Hendrik II vreesde nu een militair conflict. Hier schrok hij voor terug. Op 29 juni 984 gaf hij het koninklijke kind in het Thüringse Rohr terug aan zijn moeder en grootmoeder.

### Regentschap van de keizerinnen (985-994)
De lange periode van het regentschap van de keizerinnen bleef grotendeels vrij van conflicten. Vanaf 985 tot haar dood oefende Otto's moeder Theophanu de regeringsmacht uit. Tijdens haar regentschap zette zij in voor het hernieuwd instellen van het bisdom Merseburg, dat door haar man Otto II in 981 was opgeheven. Verder nam Theophanu de hofkapelaans van de kapel van Otto II over. De leiding bleef in handen van de kanselier bisschop Hildebold van Worms en aartskapelaan Willigis van Mainz. Beide bisschoppen ontwikkelden zich door regelmatige interventies tot co-regenten van de keizerin.

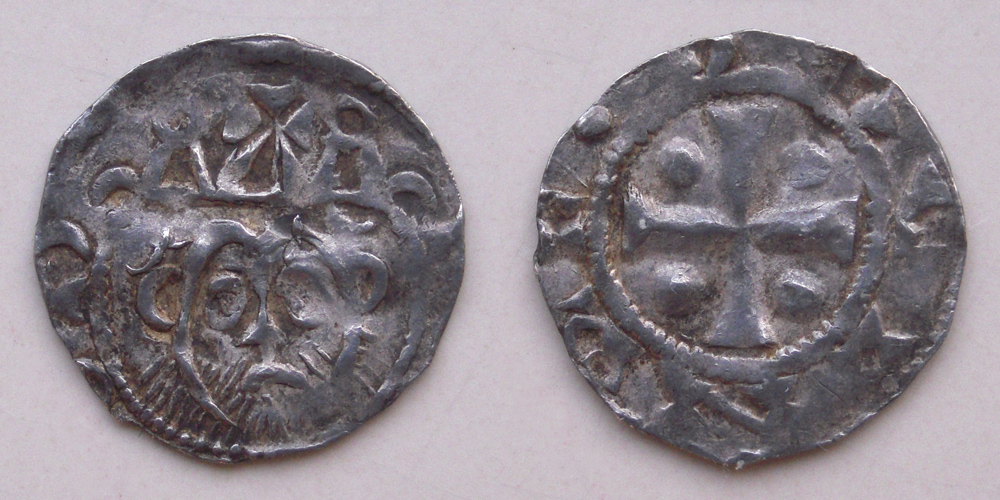
Zilveren denarie of penning van Keizer Otto III, geslagen te Deventer, ca. 990.

In 986 vierde de vijfjarige Otto III het paasfeest in Quedlinburg. De vier hertogen Hendrik II ("de Ruziezoeker") van Beieren als aartsdrossaard, Koenraad I van Zwaben als kamenier, Hendrik de Jongere van Karinthië als schenker en Bernhard I van Saksen als maarschalk oefenden hier de hofambten uit. Deze dienst door de hertogen werd al bij de kroonsbestijgingen van Otto I de Grote in 936 in Aken en ook die van Otto II in 961 verleend. Door middel van deze dienst symboliseerden de hertogen bij het feest hun bereidheid om de jonge koning te dienen. Daarnaast symboliseerde de dienst van Hendrik II ("de Ruziezoeker") van Beieren op de plaats waar hij twee jaar eerder zijn mislukte usurpatie was gestart, zijn volledige onderwerping aan de koninklijke genade. Otto III ontving van graaf Hoico en van Bernward, de later bisschop van Hildesheim, een uitgebreide opleiding in hoofs- en ridderlijkheid, alsook een geestelijke opleiding en opvoeding.

Tijdens het regentschap van Theophanu brak het zogenaamde Gandersheimse conflict uit. Dit ging om de vraag of de abijd van Gandersheim onder het bisdom Hildesheim of onder het bisdom Mainz ressorteerde. Het startpunt van het geschil was de vraag in welke vorm de inhuldiging van zijn zuster Sophia als Sanctimoniale moest worden gegoten. Zij wilde zich niet onder leiding van de bevoegde Hildesheimse bisschop Osdag van Hildesheim stellen en wendde zich in diens plaats tot de Mainzse aartsbisschop, Willigis. Een dreigende escalatie van dit conflict werd in aanwezigheid van koning Otto III en zijn keizerlijke moeder Theophanu eerst daardoor vermeden, dat Sophia onder beide bisschoppen zou ressorteren, terwijl de rest van Sanctimonialen alleen onder Osdag zou vallen.

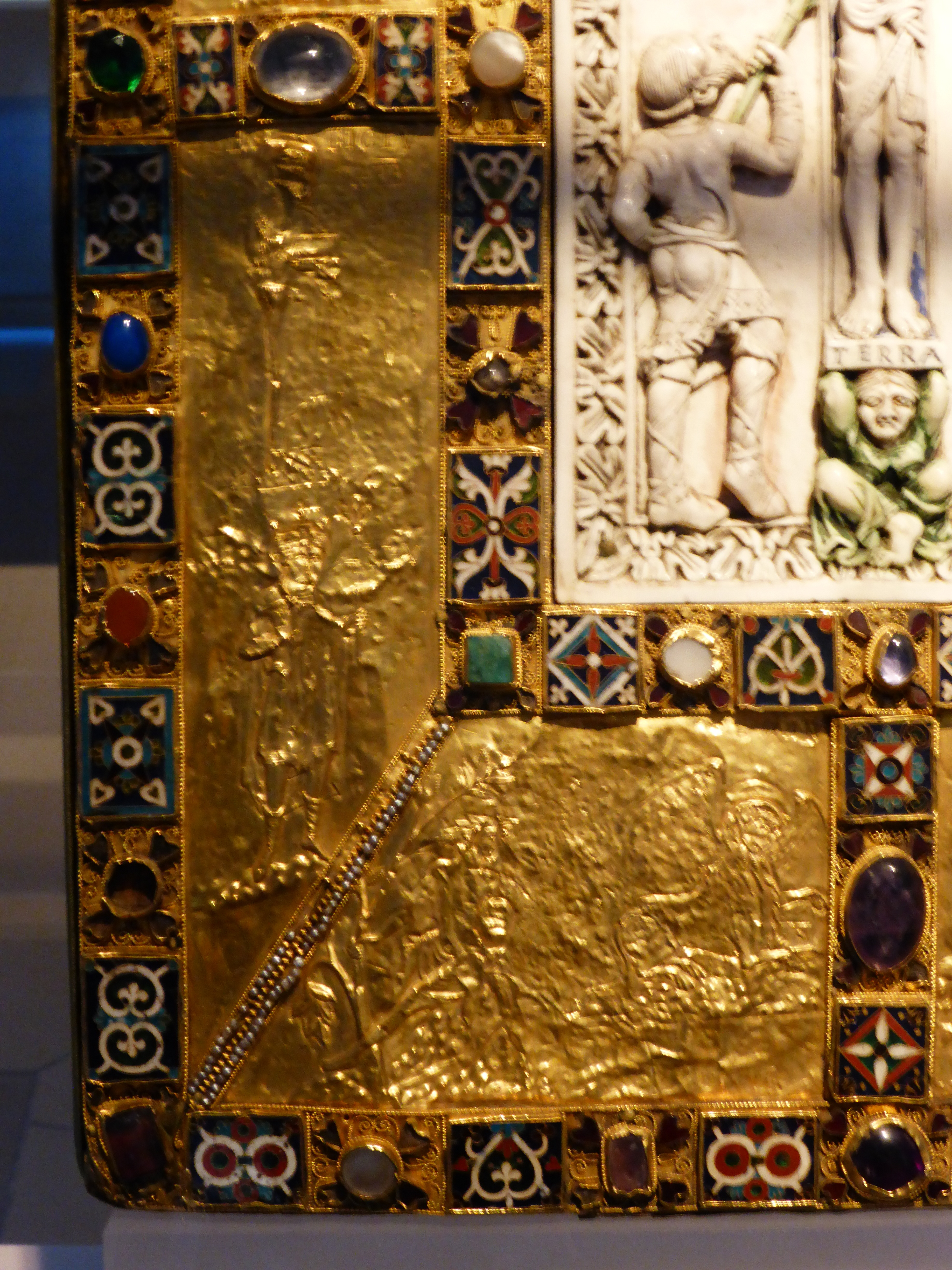
Detail voorkant Codex Aureus Epternacensis met links Otto III

Aan de oostgrens was het tijdens de maanden van het geschil om de troon met Hendrik II weliswaar rustig gebleven, maar al eerder, in 983, had de opstand van de Liutizen grote tegenslagen voor het Ottoonse missionaire beleid met zich meegebracht. Bijgevolg ondernamen Saksische legers in de jaren 985, 986 en 987 campagnes tegen de Elbe-Slaven. In 986 nam de zesjarige Otto zelf aan de veldtocht deel. De Poolse hertog Mieszko ondersteunde de Saksen meerdere keren met een groot leger en zou tijdens deze campagne hommage hebben gedaan aan Otto. Hij eerde Otto onder andere door het geven van een kameel. In september 991 trok de elfjarige Otto tegen Brandenburg op. Dit gebied werd korte tijd ingenomen. In 992 leed Otto bij een nieuwe veldtocht tegen de Slaven in Brandenburg echter zware verliezen. In de tijd van deze gevechten aan de oostgrens zou door Theophanu een concept voor een oostpolitiek gepostuleerd zijn dat doelbewust zou hebben aangestuurd op de kerkelijke onafhankelijkheid van Polen. In plaats van Maagdenburg maakte zij de abdij van Memleben tot centrale plaats voor de hernieuwde missiepolitiek. Daarmee zette zij zich bewust af tegen de aanspraken van Maagdenburg, het bisdom dat ernaar streefde om de nieuw gekerstende gebieden onder het eigen gezag te laten vallen. Voor deze stelling is echter geen bewijs in de bronnen te vinden.
In het jaar 989 ondernam Theophanu zonder haar koninklijke zoon een expeditie naar Italië, met als voornaamste doel om tijdens de sterfdag van haar man, Otto II, te bidden voor zijn ziel. In Pavia belastte zij haar vertrouweling Johannes Philagathos, die zij tot aartsbisschop van Piacenza had verheven, met de leiding over de centrale regering. In Italië vaardigde Theophanu een aantal oorkonden in eigen naam uit, waarbij in één geval haar naam in de mannelijke vorm werd geschreven: "Theophanis gratia divina imperator augustus". Toch zijn uit de weinige overgeleverde bronnen nauwelijks inhoudelijke contouren voor een beleid ten aanzien van Italië te herkennen. Een jaar na haar terugkeer uit Italië overleed Theophanu in aanwezigheid van haar zoon Otto III op 15 juni 991 in Nijmegen. Zij werd in het klooster van Sint-Pantaleon in Keulen begraven. Wat Theophanus's laatste adviezen en instructies aan Otto zijn geweest, is niet overgeleverd. een herdenkingsstichting van Theophanu voor Otto II, waarvan zij de uitvoering aan de abdis van Essen had opgedragen, werd door de overdracht van de relieken van de heilige Marsus pas na 999 door Otto III gerealiseerd. De koning heeft voor het zieleheil van zijn moeder geen moeite gespaard. In zijn oorkonden spreekt hij van zijn "geliefde moeder" en aan het sticht Keulen deed hij rijke schenkingen.
Voor de laatste drie jaren van zijn minderjarigheid nam Otto's grootmoeder Adelheid van Bourgondië het regentschap op zich. Zij werd daarin ondersteund door de abdis Mathilde van Quedlinburg. Onder haar bewind bereikte de Ottoonse muntslag zijn hoogtepunt. Terwijl Theophanu er nog naar streefde om de opheffing van het bisdom Merseburg ongedaan te maken, was Adelheid hiertoe niet bereid.

### Begin van Otto's bestuur
In 994 werd Otto III veertien jaar oud. In overeenstemming met de gebruiken van zijn tijd was hij nu volwassen. In de hoge middeleeuwen werd deze gebeurtenis met een rituele handeling, een ridderslag kracht bijgezet. In het geval van Otto is van een dergelijke rituele handeling, als symbool van het bereiken van de meerderjarigheid, niets uit de bronnen bekend. Een op 6 juli 994 gedateerde oorkonde, waarin Otto zijn zuster Sophia, het goed Eschwege schonk, werd onlangs als het begin van zijn zelfstandige bestuur geïnterpreteerd. Otto gaf in oorkonden overigens (duidelijk onder leiding van keizerin-regentes Theophanu en haar raadslieden) veel schenkingen aan religieuze instellingen en ook aan zijn zuster toen hij nog minderjarig was.
Al in 994 nam Otto zijn eerste onafhankelijke beslissingen. Met zijn vertrouweling Heribert van Keulen benoemde hij een Duitser tot hoofd van de Italiaanse afdeling van de kanzelarij - een positie die tot dan alleen voor Italianen was gereserveerd. In Regensburg verhief Otto in hetzelfde jaar, in plaats van de gekozen Regensburgse geestelijke Tagino, zijn eigen kapelaan Gebhard tot bisschop van Regensburg. In de zomer van 995 hield hij een hofdag in Quedlinburg. Met hulp van Boheemse en Poolse troepen voerde hij zowel in de winter van 994/95 alsook in de herfst van 995 een nu bijna jaarlijks plaatsvindende veldtocht tegen de noordelijk wonende Elbe-Slaven. Na zijn terugkeer heeft hij het bisdom Meissen aanzienlijk uitgebreid. Hierdoor werd de tienden-inkomsten van dit bisdom verveelvoudigd.
In september 995 vertrokken aartsbisschop Johannes Philagathos en bisschop Bernward van Würzburg naar Byzantium om daar een bruid voor Otto III te zoeken. De onderhandelingen met Byzantium zouden pas kort voor Otto's dood tot een succesvolle afsluiting komen. Welke prinses hem werd beloofd is overigens niet bekend.

### De eerste Italiaanse veldtocht
Niet alleen de gewenste keizerlijke kroning zette koning Otto III ertoe aan om zijn eerste veldtocht naar Italië te beginnen. Ook een hulproep van paus Johannes XV speelde daarbij een rol. De paus werd door de Romeinse stadsprefect Crescentius en zijn partijgangers zodanig in het nauw gebracht dat hij Rome moest vertrekken. In maart 996 startte Otto vanuit Regensburg zijn eerste expeditie naar Italië. In Verona nam hij het peterschap van een zoon van de Venetiaanse Doge Pietro II Orseolo op zich. Deze Ottone Orseolo zou van 1009-1026 eveneens doge worden. Deze gebeurtenis paste in het kader van de traditioneel goede betrekkingen tussen de Ottonen en de Doges.
In Pavia ontmoette Otto en zijn raadgevers een Romeinse gezantschap. Er werd gesproken over de opvolging van de inmiddels overleden paus Johannes XV. Nog in de Ravenna nomineerde hij zijn neef en hofkapelaan Bruno van Karinthië, een zoon van Otto I van Karinthië tot opvolger van de gestorven paus en liet Bruno door aartsbisschop Willigis van Mainz en bisschop Hildebard naar Rome begeleiden, waar deze als eerste "Duitser" tot het pausdom werd verheven. Hij nam de naam Gregorius V aan. De dag na zijn aankomst in Rome werd Otto door de Senaat en de adel van de stad feestelijk ingehaald. Op 21 mei 996, op Hemelvaartsdag werd hij door "zijn eigen" paus tot keizer gekroond.
Met dit besluit overschreed Otto III de handelingsraamwerk van zijn grootvader Otto I. Hij stelde zich niet langer tevreden met de goedkeuring van een pauselijke kandidaat, maar stuurde de pausverkiezing specifiek in de richting van zijn eigen kandidaat. Door deze persoonlijke beslissing had de paus echter niet genoeg steun meer in Rome en was hij helemaal aangewezen op de hulp van de keizer. Reeds sinds Otto I waren er voortdurend conflicten geweest tussen pausen die trouw waren aan de keizer en kandidaten van Romeinse adel. De toonaangevende Romeinse adellijke familie van de Crescentii dankte haar toegenomen macht aan voormalige trouw aan Rome zijnde Pausen. Haar macht was gebaseerd op de toe-eigening van pauselijke rechten en de daaraan gekoppelde inkomsten in de Sabina.
Na afloop van de meerdaagse kroningsfeesten werd er synode georganiseerd, waar de nauwe samenwerking tussen de keizer en de paus zich laat aflezen uit het gezamenlijke voorzitterschap van de synode en in de afgekondigde oorkonden. Deze kroningsynode bracht Otto III met twee vooraanstaande personen in contact, die zijn verdere leven sterk zouden beïnvloeden. De eerste was Gerbert van Aurillac, de toenmalige aartsbisschop van Reims, die op dit moment al in zo nauw contact met de keizer stond dat hij in diens opdracht meerdere brieven formuleerde; de tweede was Adalbert van Praag, een vertegenwoordiger van de toen sterk op de voorgrond tredende ascetisch-heremietische vroomheidsbeweging. De wegen van Otto en Gerbert van Aurillac zouden voor dit moment nog uiteen gaan, maar Gerbert kreeg een paar maanden later het keizerlijke bevel op in zijn dienst te treden: Als leraar moest hij Otto III zijn Saksische rusticitas verfijnen tot een Griekse subtilitas.
De Romeinse stadsprefect Crescentius werd door Otto III  veroordeeld tot ballingschap, maar kreeg vervolgens op voorspraak van paus Gregorius V genade. Daarmee beoefende Otto III de clementia (mildheid), die een centraal onderdeel vormde van de Ottomaanse machtsuitoefening.
Na de keizerskroning keerde Otto begin juni 996 terug naar het Rijk. Hij hield zich van december 996 tot april 997 op in het gebied van de Nederrijn en in het bijzonder in Aken. Concrete besluiten uit deze tijd, zoals het houden van hofdagen zijn niet bewaard gebleven.

### Tweede veldtocht naar Italië

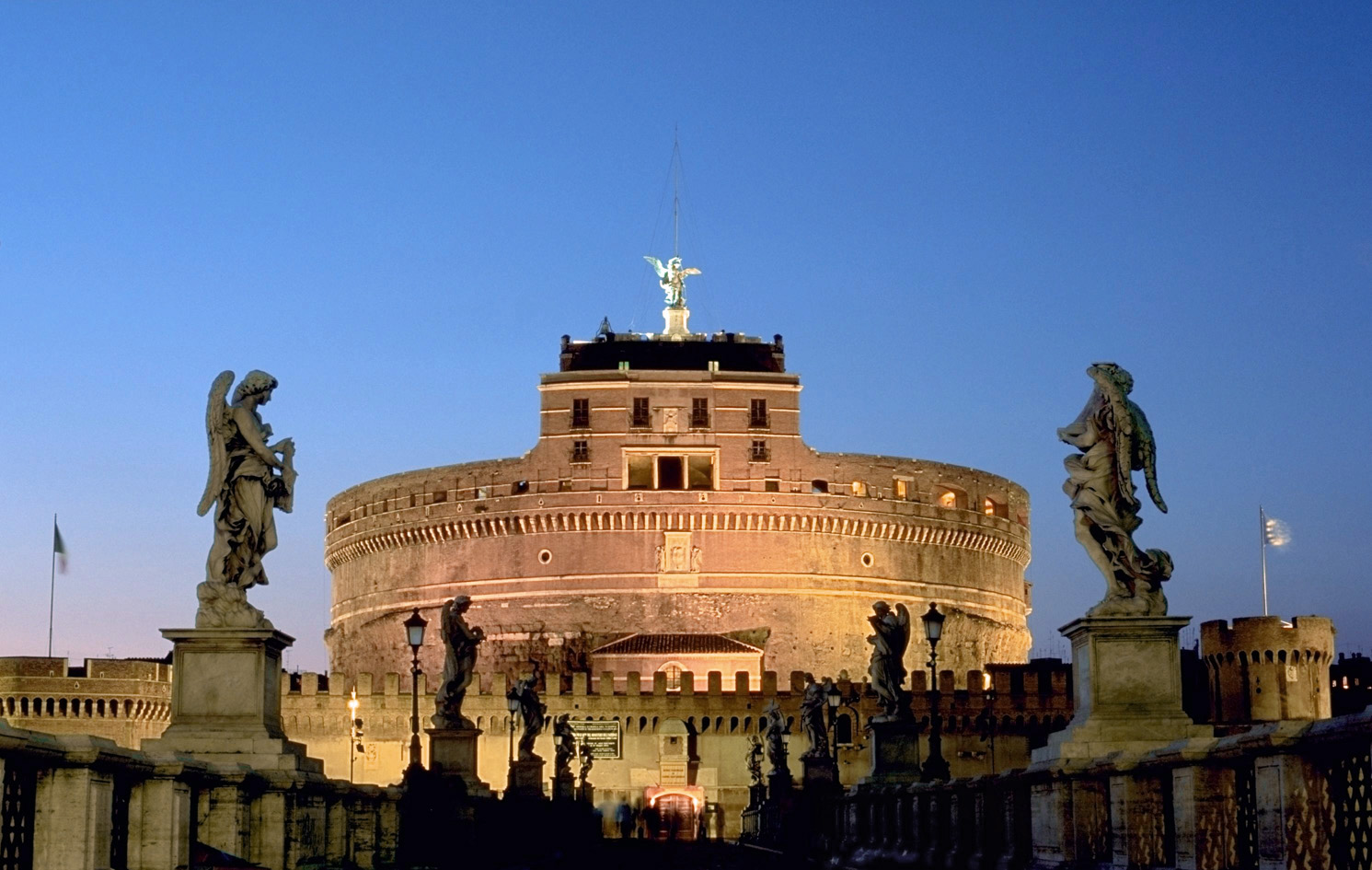
De Graftombe van Hadrianus, bolwerk van het geslacht Crescentii, die in 998 werd belegerd door Otto III. De soldaten van Otto III veroverden dit bolwerk en executeerden de opstandige Crescentius II.

Op het moment dat Otto III Duitsland verliet op weg naar Italië was de situatie in Rome onzeker. In september 996, een paar maanden na het pardon van Otto III, vond er een ontmoeting plaats tussen Crescentius II en de aartsbisschop van Piacenza, Johannes Philagathos, een voormalig adviseur van wijlen de keizerin Theophanu. Men beraamde een plan om de nieuw geïnstalleerde paus Gregorius V af te zetten. In 997 leidde Crescentius II met de actieve steun van de Byzantijnse keizer Basileios II een opstand tegen Gregorius V. Hij zette hem af en installeerde in april 997 Johannes Philagathos als paus Johannes XVI. Gregorius vluchtte naar Pavia in Noord-Italië, hield daar een synode waar hij Johannes excommuniceerde.
Na de Slavische troepen in het oosten van Saksen te hebben overwonnen, begon Otto III in december 997 zijn tweede expeditie naar Italië. Aangezien zijn zuster Sophia hem naar Italië vergezelde, benoemde Otto III zijn tante Mathilde van Quedlinburg. In februari 998 kon Otto III Rome op vreedzame wijze heroveren, omdat de Romeinse aristocratie instemde met een vredesregeling. Nu Otto III de controle over de stad weer had, kon Gregorius V opnieuw in de stad worden geïnstalleerd. Johannes XVI vluchtte, maar de keizerlijke troepen achtervolgden hem en namen hem gevangen. Men sneed zijn neus en oren af, trok zijn tong eruit, brak zijn vingers en maakte hem blind. In deze beklagenswaardige toestand bracht men hem voor Otto III en Gregorius V voor een oordeel. Op voorspraak van de heilige Nilus de Jongere, een van zijn landgenoten, spaarde Otto III het leven van Johannes XVI en stuurde hem naar een klooster in Duitsland, waar hij in 1001 zou sterven.
Crescentius II trok zich weer terug op de Engelenburcht, het traditionele bolwerk van de Crescentii. Daar werd hij belegerd door het keizerlijke leger van Otto III. Tegen het einde van april werd de Engelenburcht veroverd. Crescentius II werd gevangengenomen en onthoofd. Zijn lichaam werd aan het publiek getoond op de Monte Mario.
Tijdgenoten bekritiseerden de wrede manier waarop keizer en paus hadden afgerekend met hun tegenstanders. Zo reisde de oude abt Nilus van Rossano na ontvangst van het bericht van de verminking van de tegenpaus naar Rome om Johannes Philagathos op te halen en in zijn klooster op te nemen, wat Gregorius V en Otto III hem overigens weigerden. Nilus zou de keizer daarop gedreigd hebben met de eeuwige straf van God om Rome vervolgens te verlaten. Toch had Crescentius reeds een keer vergeving en genade ontvangen. Volgens de "spelregels van de middeleeuwse conflictbeheersing" kon de partij die een vredesverdrag brak, met bijzonder strenge tegenmaatregelen rekenen.
In een oorkonde van Otto van 28 april 998, die voor de abdij van Einsiedeln werd opgesteld en die in het dateringsblad op de executie van Crescentius opmerkzaam maakte, verscheen voor het loden bul met het devies Renovatio imperii Romanorum (restauratie van het Romeinse Rijk). Dit nieuwe devies bleef op de keizerlijke oorkonden staan tot het moment van de terugkeer van Otto III uit Gniezno en werd vanaf januari 1001 vervangen door het devies Aurea Roma.

### Bestuur vanuit Rome

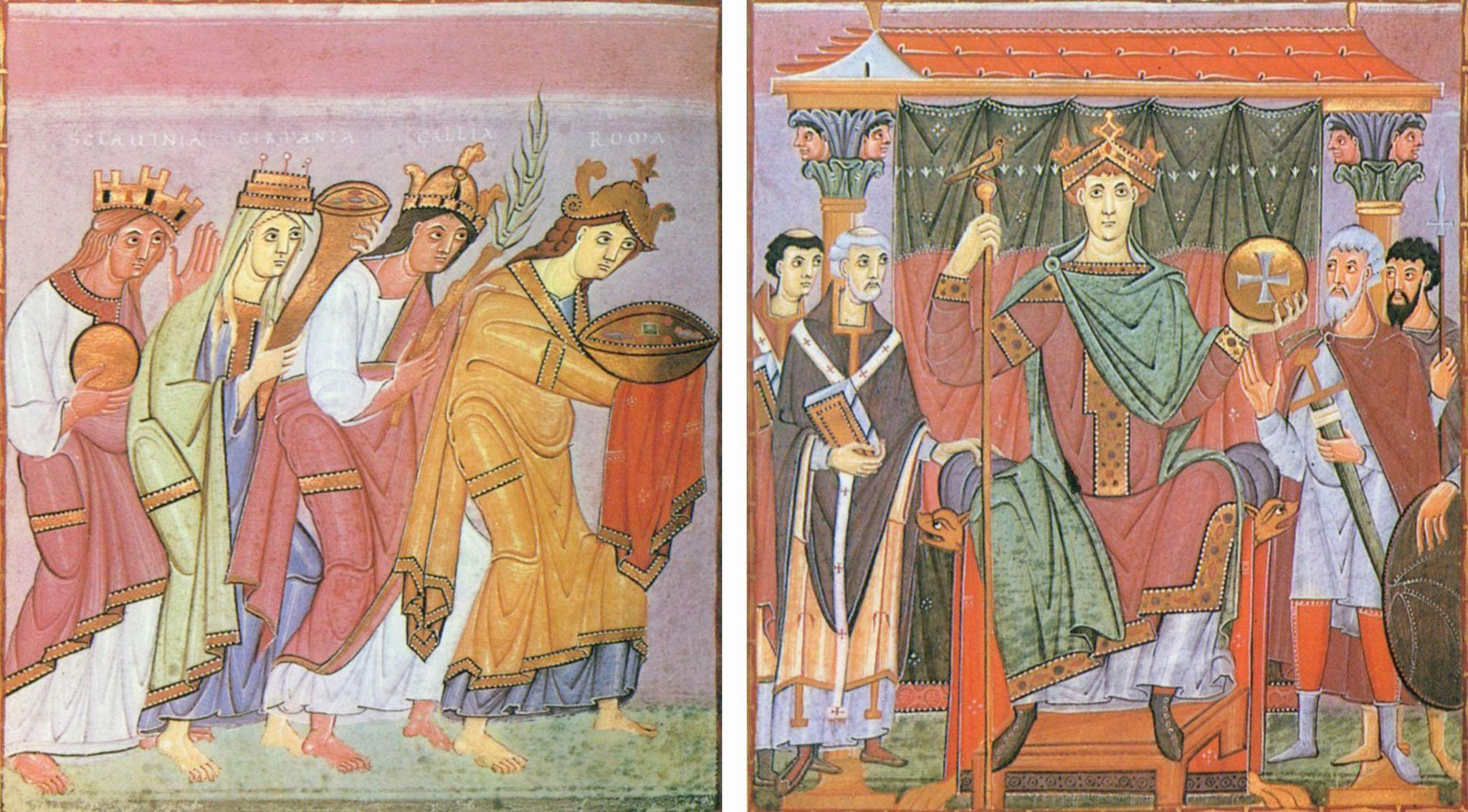
Uit het Evangeliarium van Otto III. De keizer op zijn troon omgeven door rijksvorsten en bisschoppen, links neemt hij een huldebetoon van Slavia, Germania, Gallia en Roma in ontvangst. Deze vier dames staan voor de vier delen van zijn rijk (miniatuurschilderkunst uit de Reichenauer school, circa 1000 n.Chr).

Otto III maakte van Rome de administratieve hoofdstad van zijn rijk. Hij riep de ingewikkelde Romeinse gewoonten en Byzantijnse hofceremonies opnieuw in leven. Tijdens zijn tijd in Italië probeerden de keizer en de paus om de kerk te hervormen. In beslag genomen kerkelijke goederen werden teruggegeven aan de respectievelijke religieuze instellingen. Na de dood van de bisschop van Halberstadt in november 996, een van de meesterbreinen achter de opheffing van het bisdom Merseburg, begonnen Otto III en paus Gregorius V het proces om dit bisdom opnieuw leven in te blazen. Otto I had het bisdom Merseburg na zijn overwinning op de Magyaren tijdens de slag op het Lechveld in 968 opgericht met als doel om de Polabische Slaven te kerstenen. Het bisdom was echter tijdens de grote Slavische opstand, die na de dood van Otto II was uitgebroken, in 983 vernietigd.
Otto III gaf opdracht om zijn keizerlijke paleis op het Palatijn te bouwen. Hij was van plan de antieke Romeinse senaat opnieuw een prominente positie te geven. Ook herstelde hij de antieke regeringssysteem van de stad; hij benoemde onder andere een  stadspatriciër, een stadsprefect en benoemde een rechterlijke stand, die hij de opdracht gaf alleen het Romeinse recht te erkennen. Om zijn aanspraak op het Romeinse Rijk en zijn positie als beschermer van de christenheid te versterken, nam Otto III de titels "dienaar van Jezus Christus", "dienaar van de  apostelen", "consul van de Senaat en het volk van Rome" en "keizer van de Wereld" aan.
Tussen 998 en 1000 ondernam Otto III verschillende pelgrimstochten. In 999 reisde hij van Gargano naar Benevento, waar hij de heremiet Romualdus en de abt Nilus de Jongere (toen een zeer vereerde religieuze figuur) ontmoette om boete te doen voor de executie van Crescentius II na eerst diens veiligheid gegarandeerd te hebben. Tijdens deze bedevaart stierf zijn neef paus Gregorius V na een korte ziekte in Rome. Als zijn opvolger installeerde Otto III zijn opvoeder en adviseur Gerbert van Aurillac als Paus Sylvester II. Het gebruik van deze pauselijke naam was niet zonder reden: het herinnerde aan de eerste paus met deze naam, die naar men toen dacht samen met keizer Constantijn de Grote aan de basis had gestaan van het "Christelijke keizerrijk". Dit was onderdeel van Otto III's campagne om zich verder aan zowel het Romeinse Rijk als de Kerk te verbinden.
Zoals zijn grootvader wou Otto III zijn rol als opvolger van Karel de Grote benadrukken. In 1000 opende hij  Karels tombe in Aken. Hij maakte het graf open om relieken te kunnen oogsten. Deze relieken liet hij vervolgens naar Rome transporteren. Ook liet Otto III delen van het lichaam van bisschop Adalbert van Praag naar Rome overbrengen. Deze bracht hij onder in een prachtige nieuwe kerk die hij op het Tibereiland in Rome liet bouwen. Otto III voegde ook de huid van sint Bartholomeüs toe aan de reliekenverzameling die hij daar bijeenbracht.

### Overlijden
Otto stierf op 21-jarige leeftijd ongehuwd en zonder nakomelingen.

## Voorouders
| Voorouders van Keizer Otto III | Voorouders van Keizer Otto III                                    | Voorouders van Keizer Otto III                                    | Voorouders van Keizer Otto III                                            | Voorouders van Keizer Otto III                                            | Voorouders van Keizer Otto III                                     | Voorouders van Keizer Otto III                                     | Voorouders van Keizer Otto III                                     | Voorouders van Keizer Otto III                                     |
| ------------------------------ | ----------------------------------------------------------------- | ----------------------------------------------------------------- | ------------------------------------------------------------------------- | ------------------------------------------------------------------------- | ------------------------------------------------------------------ | ------------------------------------------------------------------ | ------------------------------------------------------------------ | ------------------------------------------------------------------ |
| Overgrootouders                | Hendrik de Vogelaar (876-936) ∞ Mathilde van Ringelheim (895-968) | Hendrik de Vogelaar (876-936) ∞ Mathilde van Ringelheim (895-968) | Rudolf II van Bourgondië (890-937) ∞ 922 Bertha van Zwaben (907-voor 966) | Rudolf II van Bourgondië (890-937) ∞ 922 Bertha van Zwaben (907-voor 966) | ? (-) ∞ 888 ? (-)                                                  | ? (-) ∞ 888 ? (-)                                                  | Leo Phokas de Jongere (915/20-971) ∞ ? (-)                         | Leo Phokas de Jongere (915/20-971) ∞ ? (-)                         |
| Grootouders                    | Keizer Otto I de Grote (912-973) ∞ Adelheid (heilige) (931-999)   | Keizer Otto I de Grote (912-973) ∞ Adelheid (heilige) (931-999)   | Keizer Otto I de Grote (912-973) ∞ Adelheid (heilige) (931-999)           | Keizer Otto I de Grote (912-973) ∞ Adelheid (heilige) (931-999)           | Konstantinos Skleros (920-na 989) ∞ Sophia Phokaina (907-voor 966) | Konstantinos Skleros (920-na 989) ∞ Sophia Phokaina (907-voor 966) | Konstantinos Skleros (920-na 989) ∞ Sophia Phokaina (907-voor 966) | Konstantinos Skleros (920-na 989) ∞ Sophia Phokaina (907-voor 966) |
| Ouders                         | Keizer Otto II (955-983) ∞ Theophanu (960-991)                    | Keizer Otto II (955-983) ∞ Theophanu (960-991)                    | Keizer Otto II (955-983) ∞ Theophanu (960-991)                            | Keizer Otto II (955-983) ∞ Theophanu (960-991)                            | Keizer Otto II (955-983) ∞ Theophanu (960-991)                     | Keizer Otto II (955-983) ∞ Theophanu (960-991)                     | Keizer Otto II (955-983) ∞ Theophanu (960-991)                     | Keizer Otto II (955-983) ∞ Theophanu (960-991)                     |
| Keizer Otto III (980-1002)     |                                                                   |                                                                   |                                                                           |                                                                           |                                                                    |                                                                    |                                                                    |                                                                    |

## Voetnoten
1. ↑  Thietmar III, blz. 26.
2. ↑  Thietmar III, blz. 17-18.
3. ↑  Karl Leyser: Theophanu divina gratia imperatrix augusta:Western and eastern emperorship in the later tenth century. In: Davids, Adelbert: The Empress Theophano. Byzantium and the West at the turn of the first millennium. Cambridge University Press 1995, blz. 18
4. ↑  Lotharius en Hendrik II waren net als Otto II directe kleinzonen van Hendrik I.
5. ↑  Thietmar IV, blz. 1
6. ↑  Thietmar IV, blz. 2
7. ↑  Thietmar IV, blz. 4
8. 1 2  Thietmar IV, blz. 9
9. ↑  Thangmar, Vita Bernwardi, hfdst. 13
10. ↑  Jürgen Petersohn. König Otto III. und die Slawen an Ostsee, Oder und Elbe um das Jahr 995. Mecklenburgzug — Slavnikidenmassaker — Meißenprivileg. In: Frühmittelalterliche Studien, Bd. 37 (2003), blz. 99–139, hier: blz. 102.
11. ↑  Gerd Althoff: Otto III. Darmstadt 1996, blz. 67
12. ↑  Oorkonde nr. 146 Theodor Sickel (Hrsg.): Diplomata 13: Die Urkunden Otto des II. und Otto des III. (Ottonis II. et Ottonis III. Diplomata). Hannover 1893, S. 556–557 (Monumenta Germaniae Historica)
13. ↑  John Laudage Das Problem der Vormundschaft über Otto III. in:. Anton von Euw/ Peter Schreiner (Eds.), Kaiserin Theophanu, Begegnung des Ostens und Westens um die Wende des ersten Jahrtausends, blz. 261-275, hier: blz. 274
14. ↑  Gerd Althoff: Otto III.' Darmstadt 1996, blz. 79
15. ↑  Bernward overleed op 20 september 996 op Euboea, dit nog voordat deze missie Constantinopel had bereikt.
16. ↑  Gerd Althoff: Die Ottonen, Königsherrschaft ohne Staat. 2e uitgebreide editie. Stuttgart 2005, blz. 176
17. ↑  Brief Ottos III. an Gerbert von Reims., Oorkonde nr. 241 in Monumenta Germaniae Historica, 13, 658-59
18. ↑  Gerd Althoff: Die Ottonen, Königsherrschaft ohne Staat, 2e uitgebreide editie. Stuttgart 2005, blz. 179
19. ↑  Duckett, blz. 124
20. 1 2 3  Comyn, blz. 125
21. ↑  Vita S. Nili, hfdstk. 91, In Monumenta Germaniae Historica, 4, 616-18
22. ↑  Gerd Althoff: Otto III, Darmstadt 1996, blz. 105e.v. Bekijk ook verdere voorbeelden bij Gerd Althoff: Spielregeln der Politik im Mittelalter. Kommunikation in Frieden und Fehde. Darmstadt 1997.
23. ↑  Oorkonde nr. 285, in Monumenta Germaniae Historica, deel 13, 710; de oorspronkelijke oorkonde uit het kloosterarchief Einsiedeln (KAE 33) is inzichtelijk in het archief van het Monasterium-project (hier online).
24. ↑  Voor het eerst gebruikt in Monumenta Germaniae Historica, DO.III, 390 van 23 januari 1001, maar ook MGH DO.III. 389 voor Sylvester III droeg reeds deze bul. Vergelijk ook Knut Görich: Otto III. Romanus Saxonicus et Italicus: kaiserliche Rompolitik und sächsische Historiographie, Sigmaringen 1995, blz. 267e.v.
25. 1 2  Reuter, blz. 258
26. 1 2 3  Canduci, blz. 227
27. ↑  Bryce, blz. 146
28. ↑  Reuter, blz. 257